# Dina (2021.)
Dina (eng. Dune) američki je epski znanstvenofantastični film iz 2021. u režiji Denisja Villeneuvea čiji su scenarij napisali Villeneuve, Jon Spaihts i Eric Roth. Prvi je dio dvodijelne ekranizacije istoimenog romana Franka Herberta iz 1965. i pokriva prvi dio te knjige. Radnja se odvija u dalekoj budućnosti, u kojoj se Paul Atreid i njegova obitelj, plemenita Kuća Atreida, iznenada nađu usred rata za smrtonosan i nenastanjiv pješčani planet Arrakis. Glumačku postavu čine Timothée Chalamet, Rebecca Ferguson, Oscar Isaac, Josh Brolin, Stellan Skarsgård, Dave Bautista, Stephen McKinley Henderson, Zendaya, David Dastmalchian, Chang Chen, Sharon Duncan-Brewster, Charlotte Rampling, Jason Momoa i Javier Bardem.
Riječ je o drugoj filmskoj adaptaciji Dine nakon filma iz 1984. u režiji Davida Lyncha, koji je dobio negativne kritike i nije ostvario značajan uspjeh na tržištu, i trećoj adaptaciji općenito nakon Lyncheva filma i miniserije Johna Harrisona iz 2000. Nakon što Paramount Picturesu nije pošlo za rukom snimiti novu adaptaciju, Legendary Entertainment 2016. je otkupio prava na film i televizijsku seriju Dina, a Villeneuve se u veljači 2017. prijavio za redatelja. Ugovori za produkciju sklopljeni su samo za prvi film; njegov uspjeh bio je uvjet za snimanje nastavka. Snimanje se odvijalo od ožujka do srpnja 2019. u Budimpešti, Jordanu, Norveškoj i Abu Dhabiju.
Dina je prvotno trebala biti premijerno prikazana u kinima krajem 2020., no objava je naposljetku odgođena zbog pandemije koronavirusa. Dana 3. rujna 2021. premijerno je prikazana na 78. Venecijanskom filmskom festivalu, a u kinima diljem svijeta prvi je put prikazana 15. rujna 2021. U kinima u SAD-u i na mrežnim stranicama HBO Maxa dostupna je od 22. listopada 2021. Recenzenti su uglavnom pozitivno ocijenili izgled scena, opsežnost i ambicioznost. U snimanje filma utrošeno je 165 milijuna dolara, a sam je film zaradio više od 400 milijuna dolara. Organizacije poput Nacionalnog odbora za recenziju filmova i Američkog filmskog instituta Dinu su naveli među deset najboljih filmova objavljenih 2021. Uz brojne nagrade i nominacije film je nominiran za nagradu u deset kategorija na 94. dodjeli Oscara, među kojima je i Oscar za najbolji film; na toj je dodjeli osvojio najviše nagrada: Oscare za najbolje miksanje zvuka, najbolju originalnu glazbu, najbolju montažu, najbolju scenografiju, najbolje vizualne efekte i najbolju fotografiju.
Nastavak filma Dina: Drugi dio trebao bi biti objavljen 1. ožujka 2024., u Hrvatskoj dan ranije, 29. veljače, a pokrit će ostatak priče iz Herbertova romana.

## Radnja
U dalekoj budućnosti padišah car Shaddam Corrino IV. daje vojvodi Letu iz Kuće Atreida, vladaru oceanskoga planeta Caladana, planet Arrakis kao feud umjesto dotadašnjim vladarima iz Kuće Harkonnena. Arrakis je surov pješčani planet i jedini izvor "začina", vrijedne supstancije koja svojim uživateljima povećava životnu snagu i proširuje svijest. Ta je supstancija nužna za međuzvjezdana putovanja brža od svjetlosti jer omogućuje Navigatorima Svemirskoga ceha ograničenu razinu prekognicije koja im je potrebna da bi se sigurno kretali međuzvjezdanim prostorom. U stvarnosti se Shaddam dogovorio s Kućom Harkonnena da prevratom ponovno preuzme kontrolu nad planetom uz pomoć carevih vojnika Sardaukara i time iskorijeni Kuću Atreida, čiji utjecaj prijeti Shaddamovoj moći. Leto je zabrinut, ali smatra da bi mu kontrola nad planetom začina i sklapanje saveza s njegovim mjesnim stanovništvom, vještim borcima poznatima kao Fremeni, mogla donijeti političku prednost.
Letova priležnica Gospa Jessica akolitkinja je Bene Gesserita, isključiva sestrinstva čije članice posjeduju napredne tjelesne i umne sposobnosti. U sklopu višestoljetnog programa uzgoja Bene Gesserit nalaže Jessici da začne kćer čiji će sin postati muški član Bene Gesserita pod imenom Kwisatz Haderach, mesijansko nadbiće nadareno sposobnošću vidovitosti uz pomoć koje će čovječanstvo odvesti u bolju budućnost. Zbog svoje ljubavi prema vojvodi Jessica umjesto kćeri rađa sina Paula. Paula poučavaju Letovi pomoćnici Duncan Idaho, Gurney Halleck, Suk-doktor Wellington Yueh i Mentat Thufir Hawat, a Jessica ga pritom poučava učenjima Bene Gesserita. Paul se povjeri Jessici i Duncanu i kaže im da ga muče vizije budućnosti. Zbog toga Časna majka Gaius Helen Mohiam posjeti Caladan i podvrgava Paula smrtonosnu ispitu kojim namjerava procijeniti njegovu kontrolu nad nagonima; Paul ga uspješno prolazi. Mohiam traži od baruna Vladimira Harkonnena, poglavara istoimene kuće, da poštedi Paula i Jessicu tijekom prevrata, na što on prijetvorno pristaje.
Kuća Atreida dolazi u Arrakeen, utvrdu na Arrakisu, gdje su Duncan i izvidnica proučavali planet i Fremene. Leto pregovara sa Stilgarom, vođom Fremena, i sastane se s planetologinjom i arbitrom promjene dr. Liet-Kynes. Kynes upozorava Leta, Paula i Halleck na opasnosti koje prate žetvu začina, poglavito na velike pješčane crve koji putuju ispod pijeska. Tijekom leta primijete da se pješčani crv približava aktivnoj žetelici sa zapelim radnicima. Leto i njegova svita spase radnike nekoliko trenutaka prije nego što crv proguta žetelicu. Paul je pritom izložen zraku prožetom mirisom začina, što izaziva snažna predskazanja.
Nakon što agent Harkonnena pokuša ubiti Paula, Leto stavlja vojnike u stanje najveće pripravnosti. Yueh isključuje Arrakeenove štitove i omogućuje Harkonnenima i Sardaukarima da u velikom broju napadnu atreidske vojnike. Yueh onesposobljuje Leta i kaže mu da se dogovorio s barunom da će mu ga predati u zamjenu za njegovu zatočenu suprugu. Yueh zamijeni jedan od Letovih zuba kapsulom s otrovnim plinom, no barun ga ubija čim mu preda vojvodu. Leto izdahne otrovni plin te pritom ubija sebe i članove barunove pratnje, ali sam barun preživi. Duncan pobjegne i ukrade ornitopter. Harkonneni uhvate Paula i Jessicu i odvedu ih u pustinju kako bi ondje umrli. Paul i Jessica nadvladaju i ubijaju svoje otmičare koristeći se vještinom Bene Gesserita poznatom kao "Glas"; riječ je o sposobnosti kontroliranja ljudi riječima. U međuvremenu pronađu opremu za preživljavanje koju im je ostavio Yueh i noć u pustinji provedu u šatoru. Paul doživi vizije "svetoga rata" u njegovo ime koji se širi svemirom.
Barun preda zapovjedništvo nad Arrakisom svojem nećaku Rabbanu te mu naredi da proda zalihe začina i ponovno pokrene njegovu proizvodnju kako bi nadoknadili dio troškova prevrata. Duncan i Kynes pronađu Paula i Jessicu i zajedno krenu prema staroj istraživačkoj postaji, no ubrzo ih primijete Sardaukari. Duncan i određeni Fremeni žrtvuju se kako bi Jessica, Paul i Kynes pobjegli iz te postaje. Kynes se odvoji od njih i upadne u zasjedu Sardaukara, zbog čega prizove crva koji je proguta s njima. Paul i Jessica stignu u duboku pustinju i naiđu na Fremene, među kojima se nalaze Stilgar i Chani, djevojka iz Paulovih vizija. Fremenski ratnik Jamis protivi se njihovu prihvaćanju u okrilje plemena i izaziva Paula na dvoboj do smrti, u kojem i pogiba. Usprotivivši se Jessicinoj želji, Paul se odlučno želi pridružiti Fremenima kako bi ostvario očev san o miru na Arrakisu.

## Uloge
- Timothée Chalamet kao Paul Atreid, vojvodski nasljednik Kuće Atreida.
- Rebecca Ferguson kao Gospa Jessica Atreid, Paulova majka, akolitkinja sestrinstva Bene Gesserit i priležnica vojvode Leta.
- Oscar Isaac kao vojvoda Leto Atreid, Paulov otac i vojvoda Kuće Atreida.
- Josh Brolin kao Gurney Halleck, oružnik Kuće Atreida i jedan od Paulovih mentora.
- Stellan Skarsgård kao barun Vladimir Harkonnen, barun Kuće Harkonnena, neprijatelj Kuće Atreida i bivši upravitelj Arrakisa.
- Dave Bautista kao Zvijer Rabban Harkonnen, nećak baruna Harkonnena.
- Sharon Duncan-Brewster kao dr. Liet Kynes, carska planetologinja i arbitar promjene na Arrakisa.
- Stephen McKinley Henderson kao Thufir Hawat, mentat Kuće Atreida.
- Zendaya kao Chani, tajnovita mlada Fremenka koja se pojavljuje u Paulovim vizijama.
- Chang Chen kao dr. Wellington Yueh, Suk-doktor u službi Kuće Atreida.
- Charlotte Rampling kao Časna majka Mohiam, careva Istinozborka iz sestrinstva Bene Gesserit.
- Jason Momoa kao Duncan Idaho, majstor mačevanja Kuće Atreida i jedan od Paulovih mentora.
- Javier Bardem kao Stilgar, vođa fremenskog plemena u Sieč Tabru.
- David Dastmalchian kao Piter De Vries, mentat Kuće Harkonnena.
- Babs Olusanmokun kao Jamis, Fremen iz Sieč Tabra.
- Golda Rosheuvel kao Shadout Mapes, Fremenka i kućepaziteljica Kuće Atreida.
- Roger Yuan kao poručnik Lanville, zamjenik Gurneyja Hallecka.

Usto se Benjamin Clementine nakratko pojavljuje kao Glasnik promjene, predvodnik carskog izaslanstva na Caladanu, a Joelle Amery pojavljuje se kao služavka baruna Harkonnena. Marianne Faithfull, Jean Gilpin i Ellen Dubin posuđuju glasove drevnim pripadnicama Bene Gesserita koje Paul čuje u svojim vizijama. Montažer filma Joe Walker izgovara tekst iz Paulovih film-knjiga.

## Produkcija

### Pozadina
Ubrzo nakon njegove objave 1965. u romanu Dina prepoznat je potencijal za filmsku adaptaciju, a od 1971. prava na adaptaciju posjedovala je nekolicina producenata. Pokušaji snimanja filma bili su neuspješni i smatralo se da ga je nemoguće snimiti zbog opsežnosti radnje. S obzirom na kultni status knjige među njezinim obožavateljima, bilo kakav odmak od izvorne priče bez opravdana razloga mogao bi osuditi film na propast.
Tijekom sedamdesetih godina 20. stoljeća Alejandro Jodorowsky stekao je prava na snimanje ekstravagantna četrnaestosatnog filma utemeljena na knjizi, no projekt nije urodio plodom. Povijest toga projekta prikazana je u dokumentarnom filmu Dina Alejandra Jodorowskog iz 2013.  Dina Davida Lyncha iz 1984., čija je producentica Raffaella De Laurentiis, prvotno je trebala trajati tri sata, ali je naposljetku skraćena na dva sata i sedamnaest minuta; dobila je loše kritike i nije bila uspješna na tržištu. Godine 1996. producent Richard P. Rubinstein stekao je prava na ekranizaciju romana. Dina, Rubinsteinova igrana akcijska miniserija, premijerno je prikazana na Sci Fi Channelu 2000.; njezina je gledanost bila visoka i bila je bolje prihvaćena od Lyncheve inačice. Određeni su joj recenzenti zamjerili manjak spektakularnosti koja je često osobina filmova i to što je predosljedno slijedila radnju knjige, ali i to što ju je usporavala ekspozicija. Uspješna ekranizacija Dine postala je vjerojatnija nakon što su filmovi utemeljeni na Gospodaru prstenova i Harryju Potteru dobili pohvale kritičara i ostvarili uspjeh na tržištu; u filmovima obaju serijala prikazana je većina ključnih likova i radnji iz romana, a ograničeno trajanje razumno je iskorišteno.
Godine 2008. Paramount Pictures unajmio je Petera Berga da režira adaptaciju. Berg je napustio projekt u listopadu 2009., a u siječnju 2010. zamijenio ga je Pierre Morel. Paramount je odustao od projekta u ožujku 2011. zbog nesuglasica o oblikovanju filma i prava na film vratio je Rubinsteinu.

### Produkcija
Legendary Entertainment otkupio je prava na filmsku i televizijsku adaptaciju Dine 21. studenoga 2016. Variety je u prosincu 2016. izvijestio da Denis Villeneuve pregovara s članovima tvrtke o mjestu redatelja novoga filma. Villeneuve je iskazao zanimanje za projekt u rujnu 2016., kad je izjavio da mu je "dugogodišnji san ekranizirati Dinu, no otkup prava dugo traje i ne vjerujem da će mi to poći za rukom". Izjavio je i da će biti spreman režirati Dinu tek kad dovrši projekte kao što su Dolazak i Blade Runner 2049; s obzirom na to da se već bavio znanstvenofantastičnim filmovima, komentirao je: "Dina je moj svijet." Brian Herbert, Frankov sin i autor kasnijih knjiga u serijalu Dina, u veljači 2017. potvrdio je da će Villeneuve režirati film.
Pojedini bivši suradnici Denisja Villeneuvea na filmovima Dolazak i Blade Runner 2049 nastavili su raditi s njim na Dini, među kojima je montažer Joe Walker, scenograf Patrice Vermette, stručnjaci za specijalne efekte Paul Lambert i Gerd Nefzer te dizajneri zvuka Theo Green i Mark Mangini, Među ostalim suradnicima koji su prvotno trebali raditi na Dini, ali su se naknadno povukli prije početka snimanja nalaze se stručnjak za specijalne efekte John Nelson i snimatelj Roger Deakins, kojeg je u prosincu 2018. zamijenio Greig Fraser.
Dinu su režirali Villeneuve, Mary Parent i Cale Boyter; izvršni su producenti Tanya Lapointe, Brian Herbert, Byron Merritt, Kim Herbert, Thomas Tull, Jon Spaihts, Richard P. Rubinstein, John Harrison i Herbert W. Gain, a Kevin J. Anderson unajmljen je kao savjetnik za stvaralaštvo. U travnju 2019. potvrđeno je da će David Joshua Peterson, stvaratelj umjetnih jezika za Igru prijestolja, raditi na umjetnim jezicima za film.

### Scenarij
U ožujku 2018. Villeneuve je izjavio da želi snimiti dva filma utemeljena na romanu. Naposljetku je potpisao ugovor o snimanju dvaju filmova s Warner Bros. Picturesom; na jednak je način ugovorena ekranizacija romana Ono Stephena Kinga – 2017. i 2019. poimence je objavljen po jedan film utemeljen na toj knjizi. Villeneuve je izjavio da ne bi želio cijeli roman ekranizirati jednim filmom jer je Dina "previše složena" i jer njezina "moć leži u detaljima" koje jedan film ne bi mogao pokriti. Međutim, svi su naknadni dogovori sklopljeni kako bi se osiguralo snimanje prvog filma; za početak snimanja drugog filma bit će potrebno sklopiti nove dogovore.
U travnju te godine Eric Roth unajmljen je za rad na scenariju, a Jon Spaihts poslije je potvrdio da piše scenarij s Rothom i Villeneuveom. Villeneuve je u svibnju 2018. komentirao da su skicirali scenarij. U srpnju 2018. Brian Herbert potvrdio je da posljednji nacrt scenarija pokriva "otprilike polovicu romana Dina". Joshua Grode, predsjednik Legendary Entertainmenta, u travnju 2019. potvrdio je da se planira nastavak i dodao je da je "zaključiti [prvi] film prije završetka knjige logičan potez". U studenome 2019. Spaihts je odstupio s mjesta voditelja televizijske serije Dina: Sestrinstvo utemeljene na prednastavcima iz serijala kako bi se mogao posvetiti drugom filmu.
Premda je Villeneuve pogledao Lynchevu ekranizaciju Dine te iskazao poštovanje prema Lynchu i njegovu filmu, nije odlučio slijediti primjer te ekranizacije; izjavio je: "Vraćam se knjizi i slikama [koje sam vidio] kad sam je čitao." O svojem je prvom gledanju Lyncheva filma izjavio: "[N]eki su mi se dijelovi jako svidjeli, a drugi mi nisu posve odgovarali. Sjećam se da sam bio napola zadovoljan." Dodao je da "i dalje treba snimiti film o toj knjizi, ali ga treba krasiti drukčija senzibilnost". K tome, Villeneuve se nije želio poslužiti konceptima kojim se služio Jodorowsky tijekom rada na filmu Dina sredinom sedamdesetih godina 20. stoljeća; komentirao je da je "Jodorowsky iznimno jedinstven vizionar. Odlikuju ga veoma snažne i jedinstvene ideje. Ja sam potpuno drukčija osoba. Kad bih pokušao slijediti [takav put], bio bi to prilično drzak i arogantan podvig."
Dok je ekranizaciju knjige napisane u šezdesetim godinama 20. stoljeća prilagođavao suvremenoj publici, Villeneuve se osvrnuo na stvarne događaje koji su se zbili u vezi s pretjeranom eksploatacijom Zemlje i razmišljao je o tome da njegov scenarij preraste "u priču o sazrijevanju, ali i poziv mladima na djelovanje". Villeneuve je tijekom ekranizacije želio pojednostaviti velik dio djela; komentirao je: "Želim da i najposvećeniji obožavatelji primijete kako su atmosfera i slikovitost knjige ostale nepromijenjene." Odbacio je većinu unutrašnjih monologa i epigrafa koji se pojavljuju u knjizi i koje se smatralo problematičnim u Lynchevoj adaptaciji te se usredotočio na priču o Paulu i Jessici, kojima je dodijelio sposobnost tajnog sporazumijevanja dlanovima pomoću čega su mogli međusobno razgovarati u tišini. U filmu je priča o Caru i politici koja okružuje Carstvo smanjena na najmanju moguću razinu; Villeneuve je izjavio da je tako mogao odraziti opsežnost romana i istovremeno se usredotočiti na priču o Paulovu sazrijevanju. Ostalim je likovima posvećeno manje prostora u filmu; primjerice, barun Harkonnen, njegovi podanici te mentati Thufir Hawat i Piter De Vries pojavljuju se tek toliko da se mogu iskoristiti u drugom filmu. Villeneuve je također odlučio izmijeniti lik baruna Vladimira Harkonnena – premda je u romanu prikazan kao karikatura, u filmu je preoblikovan u složenijeg antagonista.
U filmu je prisutna još jedna veća razlika u odnosu na izvorno djelo; uloge određenih ženskih likova u knjizi preoblikovane su kako bi bili istaknutiji i kako bi im se iskazalo više poštovanja. Villeneuve je komentirao: "Ženstvenost je prisutna u knjizi, ali smatrao sam da bi trebala biti na čelu." Rebecca Ferguson, koja je glumila Gospu Jessicu, izjavila je: "Denis je iznimno pažljivo pristupio Frankovu romanu, [ali] je kvaliteta uloga [većine] žena zbilja dosegla novu razinu. Izmijenio je neke dijelove u predlošku i sad su predivno prikazane." Uloga Gospe Jessice proširena je i u filmu je prikazana i kao ratnica i kao akolitkinja sestrinstva Bene Gesserit. Tvrtka je tu ulogu prozvala "ratnicom svećenicom", što je u suprotnosti sa šaljivim nadimkom "svemirske časne sestre" za ulogu koja joj je, prema riječima Denisja Villeneuvea, neizravno podarila knjiga. Uloga fremenskog ekologa dr. Liet-Kynesa, čiji lik u romanu pripada muškarcu, dodijeljen je glumici Sharon Duncan-Brewster kako bi se povećala raznolikost glumačke postave.

### Izbor glumaca
U srpnju 2018. objavljena je vijest da je Timothée Chalamet pri kraju pregovora za ulogu protagonista Paula Atreida. Rebecca Ferguson prijavila se za ulogu Gospe Jessice, Paulove majke, u rujnu te godine. U siječnju 2019. potvrdila je da je dobila ulogu.
Dave Bautista, Stellan Skarsgård, Charlotte Rampling, Oscar Isaac i Zendaya dobili su uloge u siječnju 2019. Javier Bardem, Josh Brolin, Jason Momoa i David Dastmalchian dobili su uloge mjesec dana poslije. Stephen McKinley Henderson pridružio se glumačkoj postavi u ožujku, a tog se mjeseca Chang Chen prijavio za ulogu.
U srpnju 2019. TheMix.net izvijestio je da će u filmu "biti promijenjen spol" lika Liet-Kynesa i da će se u toj ulozi pojaviti Sharon Duncan-Brewster. U travnju 2020. službeno je potvrđeno da će se Duncan-Brewster pojaviti u filmu. Sama je Duncan-Brewster izjavila da je Villeneuve smatrao kako je nužno očuvati bit lika iz knjige, ali da nije potrebno dosljedno slijediti sve ostale osobine, pa ga je zato izmijenio na taj način.

### Snimanje
Snimanje je počelo 18. ožujka 2019. u Origo Film Studiosu u Budimpešti, a odvijalo se i u Dolini mjeseca u Jordanu. Za mjesto snimanja scena na planetu Caladanu izabran je poluotok Stadlandet u Norveškoj. Za scene na planetu Arrakisu snimanje se odvijalo u oazi Liva u Ujedinjenim Arapskim Emiratima. Glavni dio snimanja završen je u srpnju 2019., a Brian Herbert službeno je potvrdio da je snimanje završilo 26. srpnja te godine. Dodatno snimanje odvijalo se u Budimpešti u kolovozu 2020., no tada se nije smatralo da će to ikako izmijeniti tadašnje planove za objavu filma u prosincu 2020. Film je snimljen u IMAX formatu uz pomoć kamere Arri Alexa LF i prototipne kamere Alexa Mini LF, koje se sastoje od Panavisionovih objektiva iz serije Ultra Vista i H-series; određene scene odlikuje razmjer proporcija 1.90 : 1 na svim IMAX zaslonima odnosno 1.43 : 1 na pojedinim IMAX-ovim zaslonima opremljenim IMAX-ovim sustavom dvolaserske projekcije.
Za film je izrađeno više od dvije tisuće specijalnih efekata. Za njihovu je izradu upotrebljen proces kodiranja boja koji je nadglednik Paul Lambert nazvao "pješčanim ekranom"; umjesto da se posluži zelenim pozadinama, osoblje za specijalne efekte okoristilo se smeđima jer su odgovarale uvodnim pustinjskim kadrovima koji su trebali poslužiti kao pozadina. Zbog toga kadrovi djeluju realističnije nego kadrovi snimani uz pomoć drukčijeg kodiranja boja. Pješčani crvi oblikovani su uz pomoć računalne animacije; Lambert je prvotni dizajn pješčanog crva nazvao "pretpovijesnim" jer je nadahnut kitovom građom, njegova su usta ispunjena usima i kretao se poput kitova pod vodom. Premda je tim za specijalne efekte razmišljao o tome da se posluži eksplozivima kako bi snimio scene u kojima crv izbija iz pijeska, zaključio je da to ne bi bilo nepraktično na Bliskom istoku i umjesto time okoristio se softverom Houdini, uz čiju se pomoć pijesak na filmu kretao poput vode. Villeneuve nije želio da zvukovi povezani s tim specijalnim efektima zvuče kao da su nastali u studiju, pa su se dizajneri zvuka Mark Mangini i Theo Green priklonili pristupu "lažnog dokumentarnog realizma"; snimili su zvukove u prirodi i preradili ih za film. Među takvim je zvukovima bio i zvuk pomicanja zrnaca pijeska u Dolini smrti, snimljen uz pomoć hidrofona.

## Glazba
Hans Zimmer potvrdio je da će skladati glazbu za Dinu prije početka snimanja u ožujku 2019. Zimmer je prethodno radio s Villeneuveom na filmu Blade Runner 2049. U to je vrijeme Christopher Nolan predložio Zimmeru da sklada glazbu za film Tenet, no Zimmer se ipak odlučio posvetiti Dini; izjavio je da je to učinio jer voli knjigu na kojoj je film utemeljen. Nije želio da glazba stilski podsjeća na njegova prethodna djela, pa se poslužio glazbalima koja nisu tipična za zapadnjački orkestar; taj je pristup opisao "proturitmičnim". Odbio je pogledati Lynchevu Dinu jer nije želio da ga nadahne Totova glazba, pa je umjesto toga odlučio provesti tjedan dana u pustinji u Uti kako bi njezine zvukove mogao uvrstiti u glazbu. Glazba je odsvirana uz pomoć raznolikih glazbala, a neka od njih izrađena su upravo za glazbu u filmu. Neki su od izvođača gitarist Guthrie Govan i pjevačica Loire Cotler. Dodatnu glazbu za film skladao je David Fleming, koji je surađivao s Zimmerom. U glazbi za film nalazi se i skladba svirana na gajdama za temu Kuće Atreida. Zimmer je komentirao da je upotrebu gajdi potaknuo Villeneuve, koji se želio poslužiti nečim "drevnim i organskim". Zimmer je pronašao trideset gajdaša u okolici Edinburgha tijekom pandemije koronavirusa i snimio je njihov koncert u crkvi.
Za glazbu u prvom najavnom videozapisu Zimmer je preko FaceTimea (nužnog zbog zaštitnih mjera u vrijeme pandemije) dirigirao zborom od 32 osobe koji je pjevao obradu pjesme "Eclipse" skupine Pink Floyd. Zboristi su se podijelili u četiri grupe i pojavili na osam odvojenih snimanja u Santa Monici, u Zimmerovu studiju Remote Control, a sam je Zimmer dirigirao iz svojega doma.
Objavljena su ukupno tri albuma glazbe za Dinu: The Dune Sketchbook (Music from the Soundtrack), Dune (Original Motion Picture Soundtrack) i The Art and Soul of Dune; poimence su objavljeni 3. rujna, 17. rujna i 22. listopada 2021. Villeneuve je rekao da je Zimmer "mjesecima izrađivao nova glazbala, oblikovao, stvarao i istraživao nove zvukove te testirao dokle može ići" i pohvalio je njegov rad na filmu. Dana 22. srpnja objavljena su dva singla: "Paul's Dream" i "Ripples in the Sand". Godine 2021. glazba za film nominirana je za nagradu Grammy u kategoriji "Najbolji soundtrack za vizualne medije".

## Marketing

### Promidžba
Dana 13. travnja 2020. Vanity Fair objavio je opsežan inicijalni izvještaj o Dini. Izdanje filmskog časopisa Empire za listopad 2020. sadrži detaljnu reportažu o filmu i intervjue s glumcima i osobljem prije objave najavnog videozapisa. Prvih deset minuta filma prikazano je 21. i 22. srpnja 2021. u određenim IMAX-ovim kinima diljem svijeta; uz to su prikazane i snimke događaja iza scene i prvi najavni videozapis za film u punu obliku.
Kraći najavni videozapis za film objavljen je 9. rujna 2020. IndieWire pozitivno ga je ocijenio, a u recenziji je napisao: "Odlikuje se veličanstvenom scenografijom, akcijom od koje zastaje dah i izvanrednim brzim uvidom u zloglasne pješčane crve Franka Herberta." Dodao je: "Taj je dvojac [Denis Villeneuve i Greig Fraser] svijet Franka Herberta obdario opipljivošću, zbog ćega će Dina filmoljupcima biti pravo osjetilno iskustvo." Najavni videozapis u punu obliku objavljen je 22. srpnja 2021.; Wired je izjavio da taj videozapis "preklinje gledatelja da pogleda [film] u kinu". Časopis Variety pohvalio je glumce i slikovitost. Vanity Fair također je pozitivno ocijenio videozapis; izjavio je: "Onima kojima priča nije poznata djelovat će tajnovito, ali kao što je slučaj sa samom Chani koja Paulu šalje poruke preko snova, sve aludira na to da nas očekuju velike, dojmljive stvari."

### Proizvodi
Dana 26. veljače 2019. Funcom je sklopio ekskluzivni ugovor s Legendary Entertainmentom za izradu videoigara povezanih s nadolazećim filmovima o Dini.
Za ostale se proizvode povezane sa serijalom Dina, ali nepovezane sa samim filmom, očekivalo da će biti objavljeni otprilike u isto vrijeme kad i film. Izvornu društvenu igru Dina, koju je 1979. izradio Avalon Hill i koja mnogo godina nije bila u prodaji, ponovno je objavio Gale Force Nine krajem 2020., kad je film prvotno trebao biti prikazan u kinima; Gale Force Nine također radi na novim društvenim igrama vezanim uz Dinu. Brian Herbert i Kevin J. Anderson rade na trodijelnom serijalu ilustriranih romana s crtačima Raúlom Allénom i Patriciom; prvi je dio objavio Abrams Books u studenome 2020. U svibnju 2020. Boom! Studios stekao je prava na izradu stripa i ilustriranih romana za prednastavak Dina: Kuća Atreida iz 1999., a u planu je stripska adaptacija u 12 izdanja čiji će autori biti Brian Herbert i Kevin J. Anderson. U ožujku 2020. Modiphius Entertainment objavio je novu igru uloga utemeljenu na serijalu pod imenom Dune: Adventures in the Imperium.
Dire Wolf Digital objavio je novu društvenu igru Dune Imperium u prosincu 2020. Utemeljena je na izradi špila i postavljanju radnika.
U rujnu 2020. McFarlane Toys počeo je izrađivati figurice dugačke 18 centimetara i oblikovane prema likovima iz filma. U to je vrijeme prikazana i figurica baruna Harkonnena dugačka 30 centimetara. Sve su figurice objavljene u prosincu 2020.
Knjiga ilustracija The Art and Soul of Dune objavljena je uz film 22. listopada 2021. Napisala ju je izvršna producentica Tanya Lapointe. Uz knjigu je priložen i istoimeni album filmske glazbe čije je pjesme skladao Hans Zimmer. Bila je dostupna u standardnom i deluxe izdanju.

## Objava

### Premijera u kinima i na platformama zastreaming
Dina je u početku trebala biti premijerno prikazana 20. studenoga 2020., no datum premijere naknadno je odgođen na 18. prosinca 2020. Premijeru filma potom je odgodila pandemija koronavirusa; ovog se puta premijera trebala održati 1. listopada 2021. – na isti je dan trebao biti objavljen The Batman. Krajem lipnja 2021. Warner Bros. odgodio je premijeru filma na američkom tržištu na tri tjedna (do 22. listopada 2021.) da bi se izbjeglo nadmetanje s filmom Za smrt nema vremena. Mjesec dana prije nego što je premijerno prikazan na američkom tržištu, film je na međunarodnim tržištima koje nemaju pristup HBO Maxu objavljen na različite datume; premijere su počele 15. rujna, a među državama u kojima je došlo do takva rasporeda nalaze se Francuska, Italija, Švedska i Švicarska. Tjedan dana prije premijere u Sjedinjenim Američkim Državama Warner Bros. izjavio je da će film biti dostupan na HBO Maxu od večeri 21. listopada 2021.
Kao što je bio slučaj sa svim filmovima tvrtke Warner Bros. objavljenim 2021., Dina se mjesec dana prikazivala na HBO Maxu. Naknadno je maknuta s te platforme i u skladu s uobičajenim planovima objavljena na izdanjima za kućnu upotrebu; Warner Bros. slično je postupio i tijekom objave filma Wonder Woman 1984. Villeneuve i još nekoliko redatelja, razni lanci kina i filmske producentske kuće (među kojima je i Legendary Entertainment, koji je zaslužan za produkciju i financiranje filma) bili su razočarani i nezadovoljni takvim postupkom. U kolumni objavljenoj u časopisu Variety Villeneuve je napisao: "[Platforme za] streaming mogu ponuditi odličan sadržaj, ali ne i filmove veličine Dine. Warnerova odluka znači da Dina neće imati priliku dovoljno zaraditi kako bi opstala i piraterija će naposljetku prevladati... Članovi moje ekipe i ja proveli smo više od tri godine života radeći na tom filmu kako bismo ga pretvorili u jedinstveno iskustvo za velike ekrane. Slike i zvukovi našega filma temeljito su oblikovani baš za gledanje u kinima." Na kraju gostovanja u emisiji Saturday Night Live toga mjeseca Chalamet je nosio majicu s kapuljačom ukrašenu logotipom Legendary Picturesa, što je u medijima shvaćeno kao podrška Legendaryju i neodobravanje ugovora o upotrebi filma na platformama za streaming.
Svjetska premijera Dine održana je 3. rujna 2021. na 78. Venecijanskom filmskom festivalu. Film se također prikazivao na Međunarodnom filmskom festivalu u Torontu, a premijera filma u IMAX-ovu formatu održala se u Cinesphereu. Nakon što se pojavio na premijeri filma u Londonu 15. listopada 2021., Jason Momoa testirao se na koronavirus i potvrđeno je da je pozitivan. Dana 17. listopada film je procurio na internet nekoliko dana prije nego što je premijerno prikazan u Sjedinjenim Američkim Državama i na HBO Maxu.
Film se na ograničeno vrijeme počeo ponovno prikazivati u IMAX-ovim kinima od 3. prosinca 2021.

### Kućni mediji
Film je 3. prosinca 2021. objavljen u digitalnoj inačici, a inačice na Blu-rayu, DVD-u i Ultra HD Blu-rayu objavljene su 11. siječnja 2022.; objavio ih je Warner Bros. Home Entertainment. Nakon objave u izdanjima za kućnu upotrebu Dina se pojavila na prvom mjestu ljestvice "NPD VideoScan First Alert" koja prati prodaju filmskih izdanja na Blu-rayu i DVD-u, ali i na zasebnoj ljestvici prodaje izdanja na Blu-rayu. Prema podatcima The Numbersa u prvom je tjednu objave prodano 215 375 primjeraka filma u izdanjima za Blu-ray i DVD, zbog čega je prodajom zarađeno 3,6 milijuna dolara. Film je ostao na prvom mjestu obiju ljestvica NDP Groupa još dva tjedna, a potom je to mjesto zauzeo Istjerivači duhova: Naslijeđe. K tome, tri je tjedna zaredom bio najposuđivaniji film u Redboxovim videotekama. Prema ljestvici "NPD VideoScan First Alert" najprodavaniji je film siječnja 2022.

## Uspjeh i recenzije

### Zarada
Do 29. ožujka 2022. Dina je zaradila 108,3 milijuna dolara u Sjedinjenim Državama i Kanadi, a 292,3 milijuna dolara u ostalim državama; sveukupno je zaradila 400,7 milijuna dolara. Deadline Hollywood izvijestio je da će ukupna zarada od 300 milijuna dolara, koliko je koštala produkcija i promidžba, "razveseliti mnoge već na temelju sama broja iako je prag rentabilnosti i dalje daleko."
Film je 15. rujna 2021. objavljen na 14 tržišta izvan SAD-a i Kanade. Na tim je područjima tad zaradio 37,9 milijuna dolara, a najveću je zaradio dobio u Rusiji i ZND-u (8,9 milijuna dolara), Francuskoj (7,2 milijuna dolara), Njemačkoj (4,4 milijuna dolara), Tajvanu (3,4 milijuna dolara), Italiji (2,5 milijuna dolara) i Španjolskoj (2,4 milijuna dolara). Nakon što je idućeg tjedna u trideset i dvjema državama zaradio još 26,3 milijuna dolara, film je u ukupno 10 dana zaradio 76,5 dolara.
Prema procjenama Warner Brothersa Dina je u prvom tjednu objave u Kini zaradila 21,6 milijuna dolara, zbog čega je ondje postala drugi najuspješniji film tog razdoblja (najuspješniji je film bio The Battle at Lake Changjin). Četiri tjedna nakon objave u SAD-u i Kanadi film je zaradio 21,4 milijuna dolara u 75 država, što je pad od 54 % u usporedbi sa zaradom prethodnog tjedna. Zarada se u Kini pak snizila na 78 % – zarađeno je otprilike 5 milijuna dolara, zbog čega je film pao na treće mjesto. Film je 2. studenoga zaradio više od 300 milijuna dolara diljem svijeta. U petom tjednu zaradio je 11,1 milijuna dolara, što je pad od 52 %. Taj broj uključuje i 2,1 milijun dolara u Kini, gdje je film pao na peto mjesto najuspješnijih filmova tjedna.
U SAD-u i Kanadi film je u prvom tjednu objave u 4125 kina zaradio 41 milijun dolara, čime je nadmašio očekivanu zaradu od 30 do 35 milijuna dolara u prvom tjednu i nadmašio uspjeh filma Godzilla vs. Kong (koji je zaradio 31,6 milijuna dolara u prvom tjednu) – zarada Dine u prvom tjednu postala je najviša za film Warner Brothersa tijekom pandemije. Od novca zarađenog u prvom tjednu 17,5 milijuna dolara zarađeno je prodajom karata prvog dana prikazivanja, a taj iznos uključuje i 5,1 milijun dolara za pretpregled filma u četvrtak navečer. Zarada Dine u prvom tjednu također je najviša za bilo koji Villeneuveov film dotad. Zarada je u drugom tjednu pala 62 % – zarađeno je 15,5 milijuna dolara premda je Dina i dalje bila najuspješniji film toga tjedna. U trećem je tjednu zarada pala 51 % i film je zaradio 7,6 milijuna dolara; najuspješniji je film toga tjedna postao Vječnici. Dana 25. studenoga 2021. Dina je postala drugi Warnerov film nakon filma Godzilla vs. Kong koji je u vrijeme pandemije zaradio više od 100 milijuna dolara u SAD-u i Kanadi.
Nakon što se 2. prosinca film vratio u IMAX-ova kina, tog je tjedna zaradio otprilike 1,8 milijuna dolara, što je pad od 13 % u usporedbi sa zaradom prethodnoga vikenda, uglavnom zato što je od IMAX-a zaradio otprilike milijun dolara. U Australiji je postao najuspješniji film tjedna, tijekom kojeg je zaradio 3,4 milijuna dolara. Film je 14. veljače 2022. ukupno zaradio više od 400 milijuna dolara diljem svijeta, a izvan SAD-a i Kanade najviše je novca zaradio u Kini (39,5 milijuna dolara), Francuskoj (32,6 milijuna dolara), Ujedinjenom Kraljevstvu (30 milijuna dolara), Njemačkoj (22,5 milijuna dolara) i Rusiji (21,3 milijuna dolara).

### Gledanost na platformama zastreaming
Prema podatcima Samba TV-a film je u prvih trideset dana objave pogledan u više od 3,9 milijuna američkih kućanstava. TV Time izvijestio je da je od prvog do trećeg tjedna objave bio najgledaniji film u SAD-u, a u četvrtom je tjednu pao na šesto mjesto ljestvice gledanosti. U posljednjem tjednu dostupnosti film se popeo na treće mjesto ljestvice TV Timea. Postao je deveti najgledaniji film 2021. na TV Timeu. Do 20. ožujka film je pogledan u 5,3 milijuna američkih kućanstava, od kojih je 996 000 pogledalo film nakon što je 8. veljače film bio nominiran za Oscar.
Nakon što je objavljena na platformama koje omogućuju gledanje filmova na zahtjev, Dina se pojavila na drugom mjestu ljestvica gledanosti na iTunesu i Vuduu, a na ljestvici gledanosti Google Playa zauzela je sedmo mjesto. Idućeg je tjedna pala na sedmo mjesto na iTunesu i treće mjesto na Vuduu, a na Google Playu ostala je na sedmom mjestu. Nakon što se dva tjedna nije pojavljivala na ljestvicama, zbog ponovna zanimanja za film popela se na deseto mjesto na iTunesu, sedmo mjesto na Google Playu i peto mjesto na Vuduu. Međutim, film je idućeg tjedna ponovno pao s iTunesove i Google Playeve ljestvice, a na Vuduu je pao na deseto mjesto.
Dina je bila najprodavaniji film na Redboxu od 24. do 30. siječnja 2022. Istog je tjedna postala film s najvišim ocjenama na iTunesu. Nakon nominacija za Oscar ponovno se pojavila na ljestvicama na iTunesu, Google Playu i Vuduu.

### Recenzije
Na Rotten Tomatoesu, mrežnom mjestu koje sadrži recenzije važnijih recenzenata, 83 % recenzenata od njih 479 pohvalilo je Dinu; prosječna ocjena koju su joj dali jest 7,6 bodova od njih 10. Zaključak toga sajta glasi: "Dina katkad nailazi na probleme s glomaznim izvornim sadržajem, ali raspon i ambicioznost ove vizualno uzbudljive adaptacije uglavnom zasjenjuju te poteškoće." Metacritic, koji umjetničkim djelima daje prosječnu ocjenu recenzenata, dodijelio je Dini 74 boda od njih 100 na temelju 67 recenzija, što označava "uglavnom pozitivne kritike". Gledatelji koji su sudjelovali u CinemaScoreovoj anketi filmu su uglavnom dali ocjenu "A-" (-5), a od onih koji su sudjelovali u PostTrakovoj anketi njih 84 % dalo mu je pozitivnu ocjenu (uglavnom 4,5 zvjezdice od njih 5), a njih 66 % izjavilo je da svakako preporučuje film.
Nakon premijere na Venecijanskom filmskom festivalu rane su recenzije uglavnom bile pozitivne, a film je dobio pohvale za ambicioznost, priču, raspon i tehničke vještine. Međutim, određenim se kritičarima nije svidio jer su smatrali da je priča nedovršena i dosadna.
Nakon službene objave određeni su recenzenti pohvalili scenarij i osjećaj za ravnotežu, dok su drugi kritizirali to što je rastegnut i što pokriva samo polovicu romana. Ben Travis iz filmskog časopisa Empire dao mu je pet zvjezdica od njih pet i izjavio: "[To je] privlačna i zadivljujuće golema adaptacija (polovice) romana Franka Herberta koja će očarati postojeće sljedbenike, a pridošlice će učiniti ovisnima o Začinom nadahnutim vizijama. Ako Drugi dio nikad ne bude objavljen, to će biti lakrdija." Robbie Collin iz The Daily Telegrapha također mu je dodijelio pet od pet zvjezdica, a nazvao ga je "veličanstvenim, uznemirujućim i sveobuhvatnim". Xan Brooks iz The Guardiana dao mu je jednaku ocjenu, a u recenziji ga je opisao "gustim, atmosferičnim i često izvanrednim – to je karika koja je dosad nedostajala između multipleksa i umjetničkih filmova". U pozitivnoj je recenziji Justin Chang iz Los Angeles Timesa napisao: "Villeneuve vas uvlači u nevjerojatno slikovitu, a katkad i uvjerljivu i uznemirujuću viziju budućnosti." Leah Greenblatt iz Entertainment Weeklyja filmu je dodijelila ocjenu B (četvorku) i izjavila je da je riječ "upravo o onom bujnom, uzvišenom tipu filma za koji su široki zasloni i izrađeni; to je iskustvo za osjetila koje je toliko bogato i silno da ga je nužno vidjeti na velikim ekranima ili nikako drukčije". Dodala je: "Posvemašnja dojmljivost Villeneuveove adaptacije ... često zasjenjuje činjenicu da je priča uglavnom prolog: rastegnuta priča o postanku bez zacrtana početka i kraja."
Ostali su recenzenti istaknuli probleme u vezi s ritmom filma i odnosom prema knjizi na kojoj je utemeljen. Recenzent Owen Gleiberman iz Varietyja napisao je: "Riječ je o stvaranju svijeta kojem ponestaje goriva za priču... Dina nas želi zapanjiti i ponekad uspijeva u tome, ali također nam se želi zavući pod kožu poput hipnotički otrovna komarca... kad film iscrpi sve svoje trikove, postane nejasan i bezobličan." Kevin Maher iz The Timesa dodijelio mu je dvije zvjezdice od njih pet; izjavio je da je "svaka slika [...] izvanredna", ali da je "Dina i pomalo dosadna". U recenziji za TheWrap Steve Pond izjavio je: "[Film] i uzbuđuje i frustrira, često je izvanredan i često je spor". Dodao je: "Katkad se čini da je ovoj inačici Dine više namjera dojmiti vas se nego zabaviti vas; zapanjujuće je beznadna – odbacuje većinu zabavnih dijelova znanstvenofantastičnih priča u korist svjetonazora koji više podsjeća na Villeneuveov Sicario ili Zatočene nego na Dolazak."
Određeni su recenzenti kritizirali film jer se odmaknuo od arapskih i islamskih utjecaja prisutnih u Herbertovu romanu, ali se svejedno okoristio njima, te zato što u filmu nije bilo glumaca s Bliskog istoka ili iz sjeverne Afrike. Spaihts je izjavio da su se tijekom rada morali manje služiti elementima arapske kulture uvrštenima u roman; "Arapski je svijet bio mnogo egzotičniji u šezdesetim godinama 20. stoljeća nego što je danas. Danas je arapski svijet s nama, čine ga i naši američki zemljaci, nalazi se svugdje oko nas... Kad biste pokušali izgraditi vrstu arapske kulture na Arrakisu u romanu koji pišete danas, trebali biste manje posuđivati i više izmisliti." Usprkos toj promjeni recenzenti su i dalje smatrali da je na nj iznimno utjecala bliskoistočna kultura i da je problematičan manjak glumaca s toga područja. Serena Rasoul, osnivačica Muslim American Castinga, manjak bliskoistočnih glumaca nazvala je "brisanjem" i dodala je: "Nećete dati ulogu glumcima s Bliskog istoka ili glumcima islamske vjere, a s druge strane profitirate od njihove kulture. To je bolna točka nama kreativcima. [...] To znači da nismo dovoljno dobri da bismo bili u filmu." Zbog toga se film smatra orijentalističkim. K tome, iako određeni recenzenti smatraju da sam roman sadrži osobine "bijeloga spasitelja", Ali Karjoo-Ravary, docent na Bucknell Universityju koji predaje islamske studije, tvrdi da je, s obzirom na to da u filmu nema dovoljno bliskoistočnih glumaca i da se glumci afričkog podrijetla pojavljuju u ulogama likova koji umiru kako bi zaštitili Paula i Jessicu, ideja o bijelom spasitelju zastupljenija u Villeneuveovu filmu. Nakon što je upitan o utjecaju ideje o bijelom spasitelju na film, Villeneuve je izjavio što je kanio postići filmom. "[Film] kritizira to. Nije riječ o slavljenju spasitelja. To je kritika ideje spasitelja, nekoga tko će doći i reći drugom narodu kako se treba ponašati i u što treba vjerovati. To nije osuda, nego kritika. Smatram da se zato [film] može smatrati relevantnim i suvremenim."

## Budućnost

### Dina: Drugi dioi mogući treći film
Prije nego što je Legendary filmu Dina: Drugi dio dao zeleno svjetlo za snimanje, Villeneuve je izjavio da će izvorni film pokriti otprilike pola romana, a da bi drugi dio trebao pokriti drugu polovicu. U studenome 2019. Jon Spaihts odstupio je s mjesta voditelja televizijske serije Dina: Sestrinstvo kako bi se usredotočio na pisanje scenarija za nastavak. U lipnju 2020. snimatelj Greig Fraser izjavio je: "To je posve oblikovana priča koja ima mnogo potencijala. To je potpuno nezavisan epski film koji će svojim gledateljima pružiti mnogo toga."
Budući da je Warner Bros. u prosincu 2020. odlučio da će većina filmova 2021., među kojima je i Dina, istog dana biti objavljena na HBO Maxu i u kinima zbog utjecaja pandemije koronavirusa na kina diljem svijeta, postojala je mogućnost da se nastavak Dine neće snimiti. Villeneuve je izjavio da istovremena objava filma u kinima i platformama za streaming može dovesti do toga da film ne zaradi dovoljno novca, zbog čega bi se rad na planiranu nastavku mogao otkazati. Legendary Pictures navodno je razmišljao o tome da zatraži pravni lijek protiv Warner Brothersa zbog odluke istovremene objave filma u kinima i platformama za streaming.
U veljači 2021. Eric Roth izjavio je da je skicirao važnije dijelove scenarija za mogući nastavak. U kolovozu 2021. Villeneuve je izjavio da je vrlo vjerojatno da će snimiti nastavak i potvrdio je da će u njemu Chani igrati veću ulogu. Istog je mjeseca potvrdio da je počeo rad na scenariju. Villeneuve je na Venecijanskom filmskom festivalu prije objave filma izjavio da planira snimati trilogiju; prva dva filma bila bi utemeljena na prvom romanu, a treći film na Mesiji Dine. Sȃmo je ime filma u uvodnom popisu zasluga Dina: Prvi dio, zbog čega je izgledno da će biti snimljeni i nastavci. U ožujku 2022. Jon Spaihts ponovio je da Villeneuve želi snimiti i treći film i zasebnu televizijsku seriju.
Warner Bros. potvrdio je Villeneuveu da će odobriti snimanje nastavka ako Dina bude imala visoku gledanost na HBO Maxu. Samo nekoliko dana prije premijere filma u SAD-u Ann Sarnoff, predsjednica Warner Brothersa, izjavila je: "Hoće li biti nastavka Dine? Pogledate li film, znate kako završava. Mislim da vam se zaključak nameće sam." Dodala je: "Sama je priča oblikovana tako da joj je potreban nastavak. Produkcija je tako očaravajuća, a priča tako neodoljiva da se sve to neće prosuđivati samo na temelju zarade."
Warner Bros. i Legendary Pictures službeno su odobrili snimanje filma Dina: Drugi dio 26. listopada 2021., a kao približan datum premijere izabrali su listopad 2023. Legendaryjev glasnogovornik u najavi je izjavio: "Ne bismo mogli postići sve ovo bez izuzetne Denisjeve vizije i nevjerojatna rada njegove talentirane ekipe, scenarista, naših veličanstvenih glumaca, naših partnera u Warner Brothersu i, naravno, obožavatelja! Nazdravimo budućnosti s više Dine." Prije nego što je odobreno snimanje nastavka, do ključnog je trenutka u pregovorima došlo kad je ugovoreno da će nastavak u određenom razdoblju biti prikazan samo u kinima; Legendary i Warner Bros. složili su se da će Dina: Drugi dio 45 dana biti prikazivana isključivo u kinima i da će tek nakon toga biti dostupna i drugdje. Villeneuve je izjavio da je ta ekskluzivna objava za kina bila "uvjet o kojem se nije moglo raspravljati" i da je "iskustvo [gledanja filma u kinu] u samoj biti kinematografije".
Nakon što je za snimanje nastavka dobio zeleno svjetlo, Villeneuve je izjavio da mu je glavna zadaća čim prije dovršiti snimanje. Dodao je da bi iskustvo rada na prvom filmu moglo ubrzati rad na drugome. Producentica Mary Parent izjavila je da će snimanje početi 18. srpnja 2022. Hans Zimmer ponovno će skladati glazbu za film, a u vrijeme kad je Villeneuve dobio dopuštenje za snimanje drugog filma, Zimmer je već skladao sat i pol nove glazbe kako bi ga nadahnuo tijekom priprema za snimanje.
U ožujku 2022. Florence Pugh prijavila se za ulogu Princeze Irulan, a Austin Butler prijavio se za ulogu Feyd-Rauthe, nasljednika kuće Harkonnena. Te su prijave stigle u vrijeme kad se tražio glumac za ulogu Cara Shaddama IV., Irulanina oca.

### Dina: Proročanstvo
U lipnju 2019. Legendary Television najavio je da radi na seriji Dina: Sestrinstvo za HBO Max, platformu za streaming tvrtke WarnerMedia. Serija će prikazati događaje koji su se zbili prije onih prikazanih u filmu i posvetit će se tajnovitu redu žena poznatom kao Bene Gesserit. U početku je Villeneuve trebao režirati prvu epizodu te serije, Spaihts je trebao napisati scenarij, a Dana Calvo trebala je biti voditeljica. U studenome 2019. Spaihts je napustio projekt kako bi se usredotočio na nastavak Dine. Spaihts i Villeneuve bit će izvršni producenti uz Briana Herberta, Byrona Merritta i Kim Herbert. U srpnju 2021. Diane Ademu-John postala je voditeljica serije. U ožujku 2022. Spaihts i Villeneuve potvrdili su da i dalje rade na seriji. U studenome 2023. serija je preimenovana u Dina: Proročanstvo.

## Vanjske poveznice

### Sestrinski projekti
|  | Zajednički poslužitelj ima još gradiva o temi Dina (2021.) |

- Službene stranice filma
- Dina u internetskoj bazi filmova IMDb-a
- Službeni scenarij za film
- "The Orientalist Semiotics of Dune: Religious and Historical References within Frank Herbert’s Universe", monografija Franka Jacoba